# 江汉路 (杭州市)
江汉路位于杭州市滨江区，与江陵路、江晖路、江虹路、长河路等道路平行，同为南北走向。江汉路北起闻涛路，南至江汉东路。
沿线两侧有低碳科技馆、中兴花园（小区）、龙湖滨江天街（商场）、风雅钱塘（小区）、春江郦城（小区）、倾城之恋（小区）。